# Heinz May
Pour les articles homonymes, voir May.
Heinz May (né en 1878 à Düsseldorf et mort en 1954 dans la même ville) est un peintre allemand. Il fait partie de la première génération des expressionnistes rhénans.

## Biographie

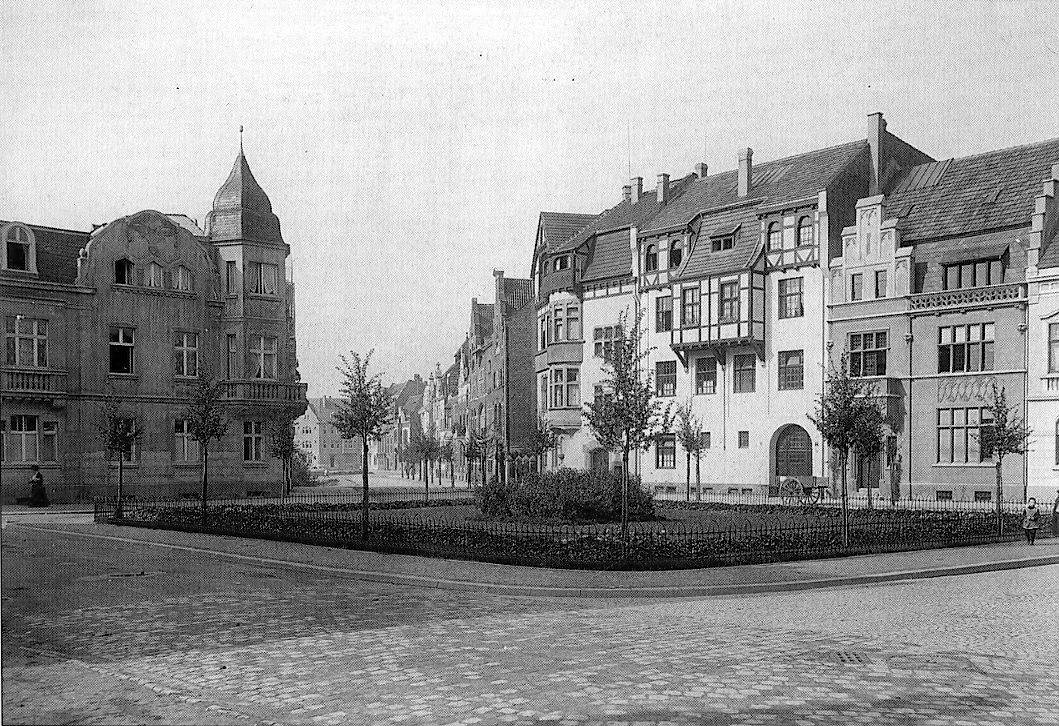
Les maisons blanches de la Drakeplatz de gauche à droite : n° 5 et 4 du sculpteur Albert Pehle

Heinz May étudie de 1901 à 1909 à l'Académie des beaux-arts de Düsseldorf sous la direction de Willy Spatz et devient étudiant en master sous la direction de Claus Meyer. Après des études à l'académie, il est attiré par les peintres anti-académiques du Sonderbund, fondé en 1909, dont Walter Ophey. Il devient expressionniste et peint des nus, des portraits, des paysages et des fleurs.
Ophey partage un studio avec May dans la maison du sculpteur Albert Pehle (de), qui est lié par mariage à Ophey, à Drakeplatz 4 à Düsseldorf-Oberkassel. Le bâtiment de l'atelier est repris par Joseph Beuys dans les années 1960. Il est un ami proche d'Ophey jusqu'à sa mort en 1930. Ensemble, ils continuent à sortir dans la nature pour dessiner et peindre à l'aquarelle.
En 1907, May participe pour la première fois à une exposition au Palais des arts de Düsseldorf . En 1908, il est l'un des participants à la première exposition du Groupe d'artistes du Bas-Rhin (de) fondé en 1907/1908. En 1914, il est représenté avec des dessins pour des peintures murales à l' exposition Cologne Werkbund. Le galeriste Alfred Flechtheim signe May en 1914, et entame ainsi une carrière prometteuse interrompue par la Première Guerre mondiale. Il fait son service militaire de 1914 à 1918.
En 1919, May est l'un des membres fondateurs de l'association d'artistes La Jeune Rhénanie. Il fait partie également au cercle dit "Mère Ey", le cercle d'amis autour de la marchande d'art de Düsseldorf Johanna Ey. Les relations entre eux sont toujours étroites depuis la fondation de l'association d'artistes, si bien qu'en 1921 leur bureau est transféré dans la galerie de Johanna Ey. En 1923, May quitte la Jeune Rhénanie avec ses amis Ernst Gottschalk (de), Jupp Rübsam (de) et Walter Ophey pour fonder le Groupe rhénan (de) avec d'autres collègues autour d'Adolf Uzarski. En 1928, il devient membre de la Sécession rhénane (de) et de 1932 à 1933, May en est le président.
En 1925, May réalise une peinture murale pour l'exposition GeSoLei. L'image de l'écoinçon est accrochée dans la "Salle rhénane", la salle polyvalente et le planétarium du GeSoLei, aujourd'hui la Salle de concert de Düsseldorf. On peut la voir là aujourd'hui - au même endroit - dans la galerie extérieure du foyer de la rotonde.
À partir de 1933, May est interdit d'exposition par les nationaux-socialistes. Il entre dans l'émigration intérieure et mène une vie retirée dans son atelier de la Bismarckstraße 44, dans la " Maison du grain", dans laquelle se trouve au rez-de-chaussée la "Brasserie du fléau", un repaire des nationaux-socialistes. Les artistes Heinz May, Ferdinand Macketanz (de) et d'autres habitent aux étages supérieurs du 'Maison du grain', tandis que la SA s'est installée au sous-sol, dans ce qu'ils appellent le 'Cave à fléaux', où les personnes arrêtées sont 'interrogées'
Pendant la Seconde Guerre mondiale, il séjourne dans la Forêt-Noire, sur le lac de Constance et dans le Vorarlberg. En 1937, ses peintures sont confisquées au musée d'art de Düsseldorf comme « art dégénéré » et détruites. Son atelier est détruit lors des raids aériens sur Düsseldorf (de) en 1943, ainsi que plus de 100 peintures et d'innombrables aquarelles. L'œuvre de sa vie artistique est détruite.
Hella Nebelung ouvre sa galerie à la fin de la guerre, le 22 décembre 1945, en tant que galeriste de la première heure à Düsseldorf, avec une exposition "d'art contemporain". Celle-ci est dédiée à ses amis artistes. Pour certains d'entre eux, comme Heinz May, cette présentation est comme une réparation pour une longue interdiction d'exposer. En 1946 et 1952, des expositions individuelles ont suivi pour May à la galerie Nebelung. En 1948, Heinz May a une exposition dans la galerie Der Spiegel à Cologne.
De 1949 à 1950, May occupe un poste d'enseignant à l'Académie des beaux-arts de Düsseldorf. Des voyages d'études le conduisent en Italie, à Paris, en Autriche et en Hollande. Il effectue son dernier voyage en Espagne en 1953.